# Lasioglossum tarponense
Lasioglossum tarponense là một loài Hymenoptera trong họ Halictidae. Loài này được Mitchell mô tả khoa học năm 1960.

## Hình ảnh

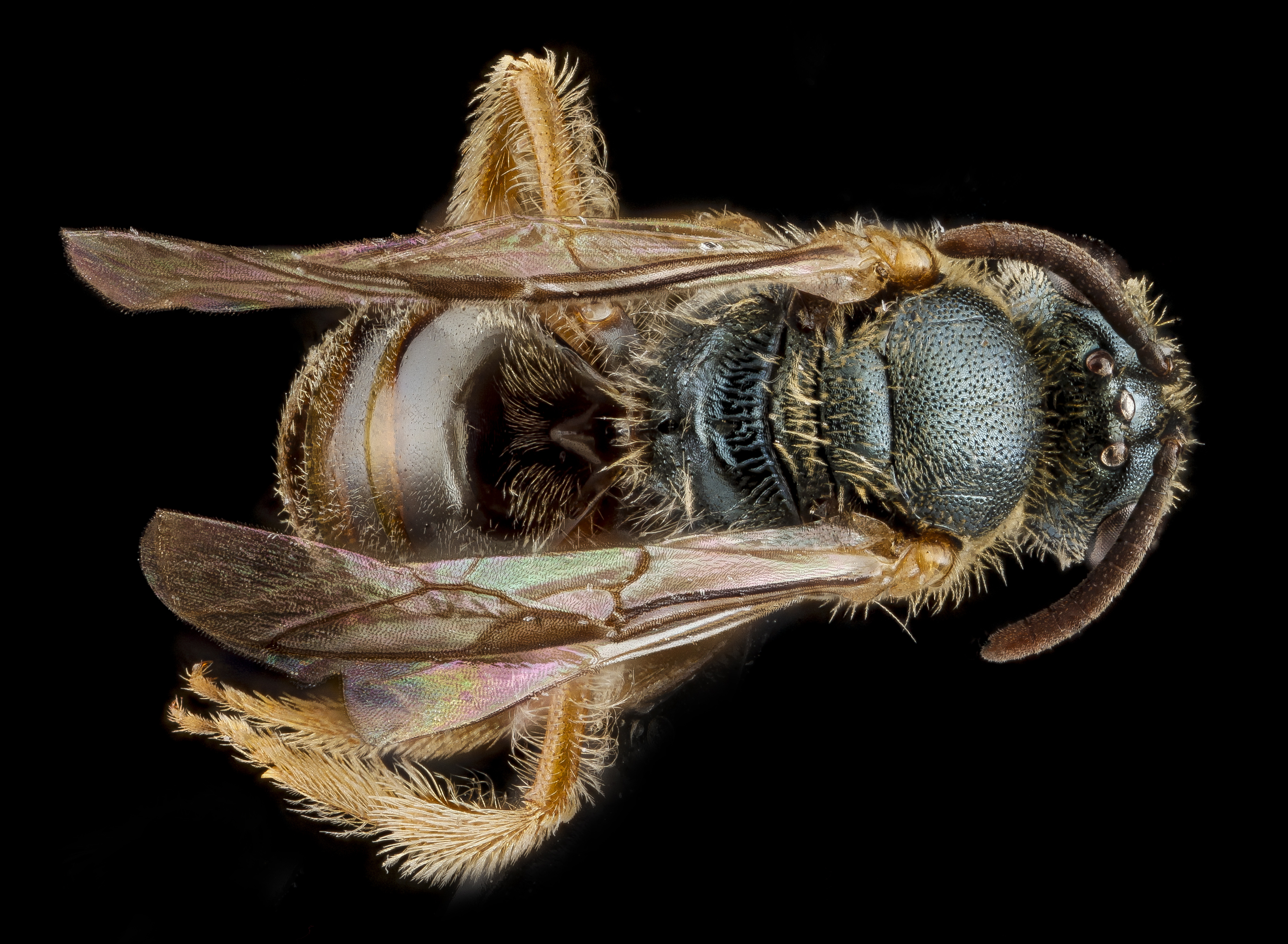
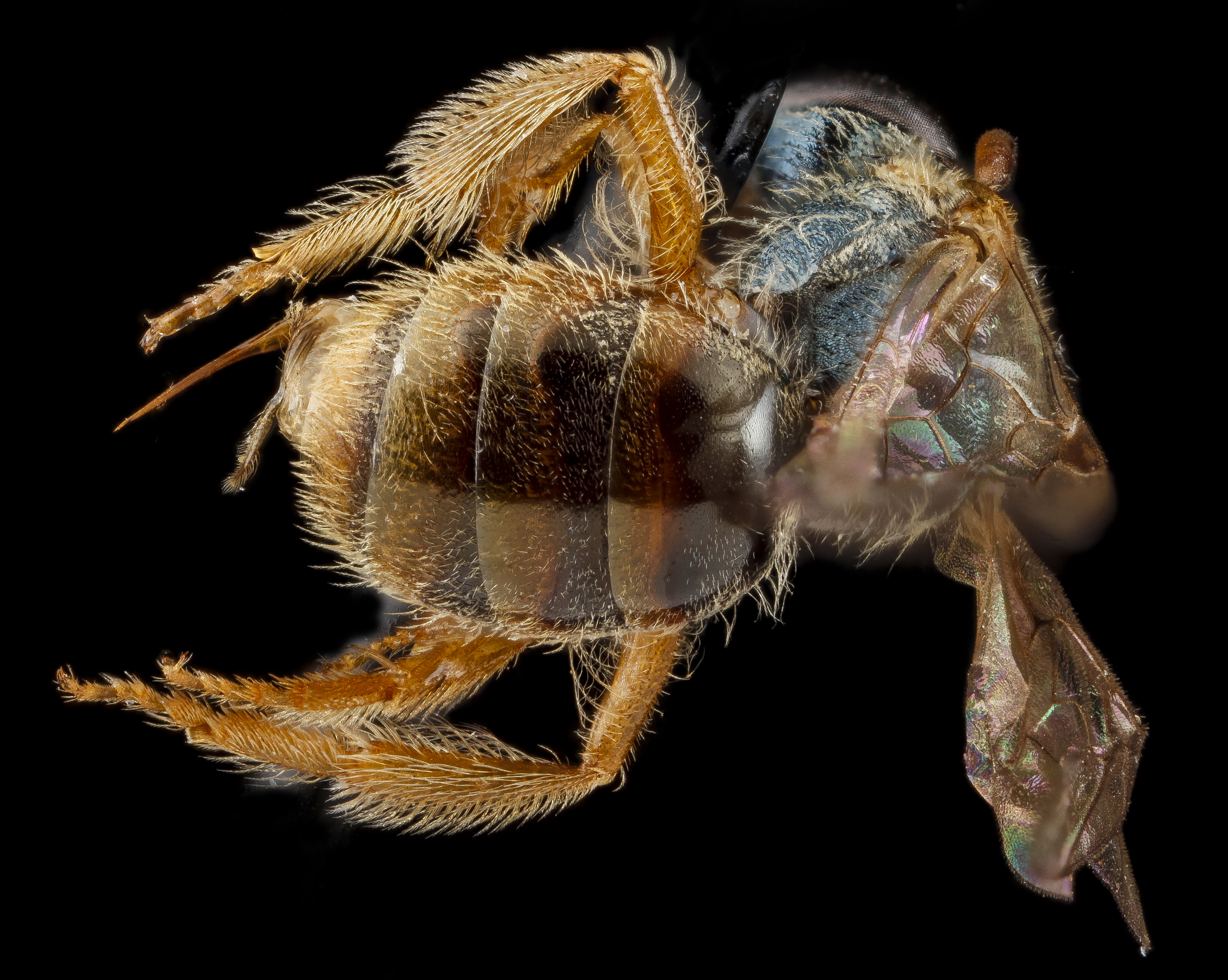
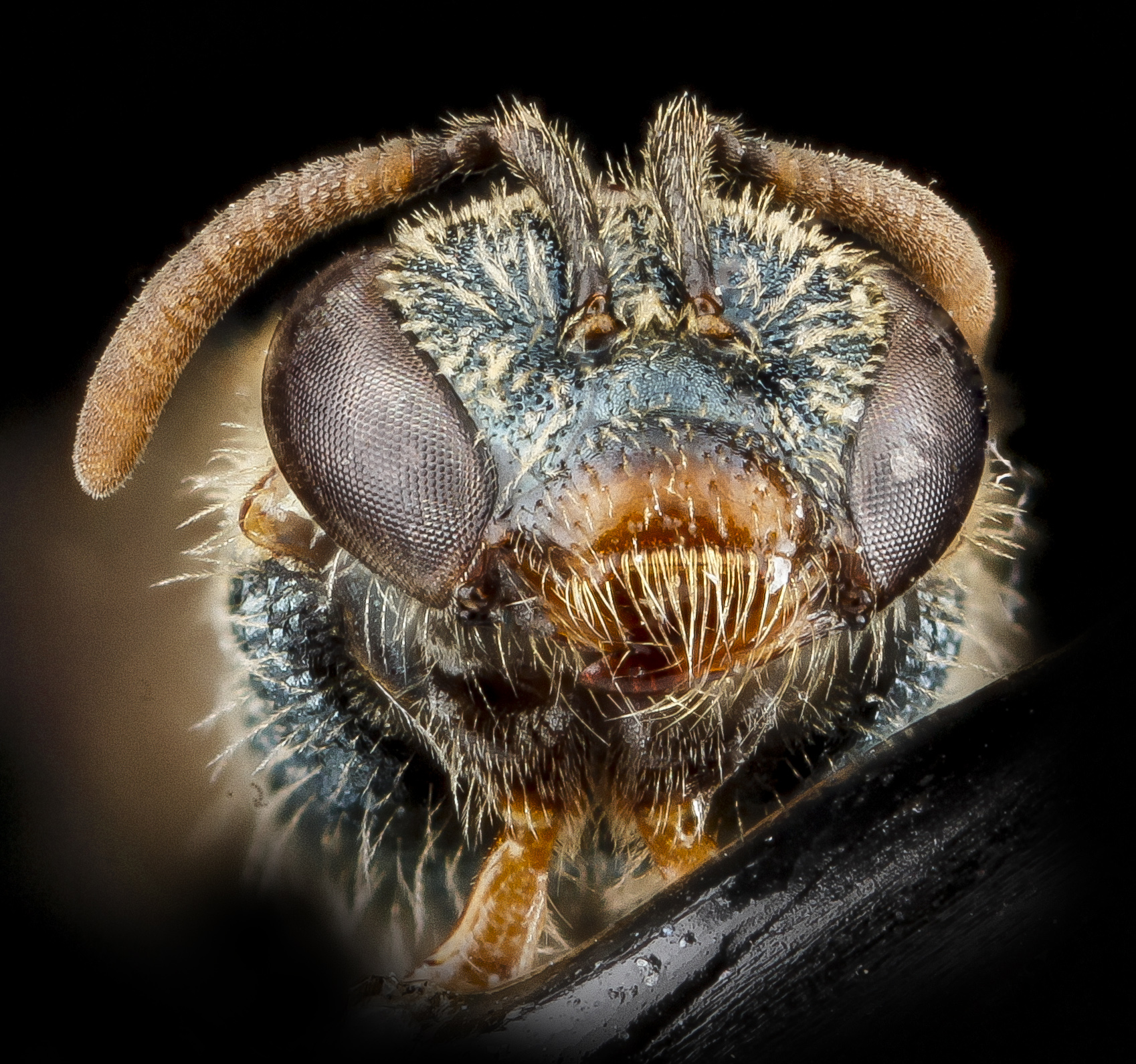